# Municipio de Hay (Dakota del Norte)
El municipio de Hay (en inglés: Hay Township) es un municipio ubicado en el condado de Cavalier en el estado estadounidense de Dakota del Norte. En el año 2010 tenía una población de 35 habitantes y una densidad poblacional de 0,38 personas por km².

## Geografía
El municipio de Hay se encuentra ubicado en las coordenadas 48°45′39″N 98°8′45″O / 48.76083, -98.14583. Según la Oficina del Censo de los Estados Unidos, el municipio tiene una superficie total de 93.15 km², de la cual 92,87 km² corresponden a tierra firme y (0,29 %) 0,27 km² es agua.

## Demografía
Según el censo de 2010, había 35 personas residiendo en el municipio de Hay. La densidad de población era de 0,38 hab./km². De los 35 habitantes, el municipio de Hay estaba compuesto por el 100 % blancos. Del total de la población el 0 % eran hispanos o latinos de cualquier raza.